# Шапел Гијом
Шапел Гијом (фр. Chapelle-Guillaume) насеље је и општина у централној Француској у региону Центар (регион), у департману Ер и Лоар која припада префектури Ножан ле Ротру.
По подацима из 2011. године у општини је живело 210 становника, а густина насељености је износила 10,57 становника/km². Општина се простире на површини од 19,86 km². Налази се на средњој надморској висини од 207 метара (максималној 251 m, а минималној 184 m).

## Демографија
| 1962. | 1968. | 1975. | 1982. | 1990. | 1999. | 2011. |
| ----- | ----- | ----- | ----- | ----- | ----- | ----- |
| 280   | 322   | 260   | 236   | 190   | 188   | 210   |

График промене броја становника у току последњих година